# Chaetarthria seminulum
Chaetarthria seminulum är en skalbaggsart som först beskrevs av Herbst 1797.  Chaetarthria seminulum ingår i släktet Chaetarthria, och familjen palpbaggar. Arten är reproducerande i Sverige.